# Harriet Leveson-Gower, hraběnka Granville
Harriet Leveson-Gowerová, hraběnka Granville (rozená lady Henrietta Elizabeth Cavendishová; 29. srpna 1785 – 25. listopadu 1862) byla britská společenská hostitelka a spisovatelka. Narodila se jako mladší dcera lady Georgiany Spencerové a 5. vévody z Devonshiru, pocházela z bohatých rodin Cavendishů a Spencerů a dětství strávila spolu se svými dvěma sourozenci v péči guvernantky.
V roce 1809 se Harriet provdala za Granvilla Levesona-Gowera, diplomata, který byl sedmnáct let milencem její tety z matčiny strany. Navzdory tomuto neobvyklému spojení bylo manželství šťastné a narodilo se jim pět dětí. V letech 1824 až 1841 působil Granville s přestávkami jako britský velvyslanec ve Francii, což od Harriet vyžadovalo, aby v Paříži plnila neúnavnou řadu společenských povinností, které jí často připadaly vyčerpávající a lehkovážné.
Harriet byla plodnou autorkou dopisů a po většinu svého života si dopisovala s ostatními, přičemž často s humorem popisovala své postřehy o lidech kolem sebe. Historici od té doby považují její podrobné záznamy za cenný zdroj informací o životě velvyslanců i o životě aristokracie v 19. století. V letech 1894-1990 vyšly čtyři editované sbírky Harrietiny korespondence.

## Původ, mládí
Lady Henrietta Elizabeth Cavendishová se narodila 29. srpna 1785 v Devonshire House na Piccadilly v Londýně. Jejími rodiči byli William Cavendish, 5. vévoda z Devonshiru, a jeho první manželka lady Georgiana Spencerová. Rodina Spencerů jako významní pozemkoví vlastníci ovládala jeden z největších majetků v Anglii. Vévoda z Devonshiru disponoval ještě větším bohatstvím, jeho roční příjem byl dvakrát vyšší než příjem Georgianina otce; kromě domu Devonshire House vlastnil i dům Chatsworth House a další čtyři podobně bohaté statky. Nové dítě, které rodina znala jako „Harriet“ nebo „Harryo“, dostalo jméno po vévodkynině sestře Henriettě, hraběnce z Bessborough, a její přítelkyni lady Elizabeth Fosterové.
Manželství Devonshirů bylo svárlivé, neměli mnoho společného a vévodkyně měla potíže s donošením těhotenství - prvních devět společných let bylo bezdětných. Ve snaze rozptýlit se od nešťastného manželství trávila čas společenskými aktivitami a hazardními hrami. Stala se významnou stoupenkyní a hostitelkou strany Whigů a také vůdčí osobností módy. V polovině 80. let 17. století se Devonshire House stal centrem módního života georgiánské éry. Elizabeth Fosterová, která začala žít s Cavendishovými v roce 1782, povzbuzovala vévodkyni ke zdravějšímu životnímu stylu, což pravděpodobně přispělo k úspěšnému narození Harriet a její starší sestry Georgiany. Narození dlouho vytouženého dědice, Harrietina bratra Williama, přišlo v roce 1790 po 16 letech manželství.
Protože Harriet nebyla ani nejstarší, ani nejžádanější mužský dědic, byla pravděpodobně nejméně oblíbená ze tří dětí svých rodičů. Se svým otcem měla po celý jeho život poněkud nesnadný vztah. V prvních letech života byla oddaná své milující matce, i když tento vztah utrpěl v 90. letech 17. století dočasnou trhlinu. Vévodkyně, těhotná s budoucím ministerským předsedou Charlesem Greyem, byla nucena přestěhovat se do zahraničí a porodit v tajnosti. Následovalo dvouleté odloučení, než své děti opět spatřila, a po návratu si všimla, že osmiletá Harriet se stala uzavřenou a podrážděnou. Jeden životopisec tvrdí, že tato uzavřenost se přenesla do dospělosti během „situací velkých obtíží a tragédií“, kdy Harriet skrývala své emoce i před těmi, k nimž měla obvykle blízko.
Vévoda měl s Elizabeth Fosterovou dvě nemanželské děti, které byly vychovávány po boku legitimních Cavendishů. Harriet a její sourozenci, kteří nechápali, proč u nich Elizabeth bydlí, ji neměli rádi; antipatie chovali i k jejím dvěma dospívajícím synům z předchozího manželství, kteří se do domácnosti dostali v roce 1796. Vdova hraběnka Spencerová považovala domácnost Devonshirů za amorální a výrazně se podílela na výchově svých vnoučat. Když byly Harriet tři roky, najala lady Spencerová slečnu Selinu Trimmerovou jako jejich novou guvernantku. Selina souhlasila s lady Spencerovou, že k ochraně dětí je v devonshirské domácnosti zapotřebí morálního vedení. Selina byla hluboce věřící, své svěřence vedla k morálním zásadám a zbožnosti a snažila se jim zajistit stabilní výchovu s dobrým vzděláním. Ačkoli byla často přísná, Cavendishovy děti se na svou guvernantku dívaly s láskou. Selina se stala další mateřskou postavou v Harrietině životě a měla trvalý vliv na její zbožnost, která se rozvíjela zejména v pozdějším věku.
Harriet začala psát dopisy již od útlého věku; mezi její první témata patřily aktivity členů rodiny a úvahy o knihách, které četla. S přibývajícím věkem bylo všem, včetně jí samotné, jasné, že postrádá matčinu krásu a štíhlou postavu. Byla však inteligentní a vtipná v konverzaci a neměla sestřinu plachost. Zatímco Georgianina první londýnská sezóna rychle přilákala dva vhodné nápadníky a skončila sňatkem s jedním z nich v roce 1801, Harrietina první sezóna o dva roky později žádnou takovou nabídku nepřinesla. Protože v následujících letech zůstala svobodná, její rodina stále více očekávala, že se provdá za svého bratrance Johna, vikomta Duncannona. Sama Harriet se tohoto očekávání držela již od mládí, ačkoli si nebyla jistá, zda jí na něm záleží natolik, aby se vdala. Po třech letech nerozhodnosti se však Duncannon oženil s jinou ženou. Její rodina také neúspěšně podporovala sňatek s dalším bratrancem, Johnem, vikomtem Althorpem.
Náhlá smrt vévodkyně v roce 1806 přispěla k hlubokým změnám v životě její mladší dcery. Elizabeth Fosterová, vévodova dlouholetá milenka, převzala vládu nad domácností Devonshirů a přisvojila si tak tuto roli od jeho neprovdané dcery. Harriet, která Elizabeth dlouhodobě neměla ráda, se jí vyhýbala, jak jen to bylo možné. Ačkoli společenské normy Harriet nedovolovaly trvale se odstěhovat, mohla často pobývat u jiných členů rodiny, mimo jiné u své sestry na zámku Howard v severním Yorkshiru. Harrietin syn Frederick později napsal, že tato zkušenost „posílila pouto sesterské náklonnosti, které je spojovalo po celý jejich společný život." Od roku 1801 psala Harriet své sestře téměř denně až do její smrti v roce 1858 a dopisovala si s ní anglicky a francouzsky.

## Manželství

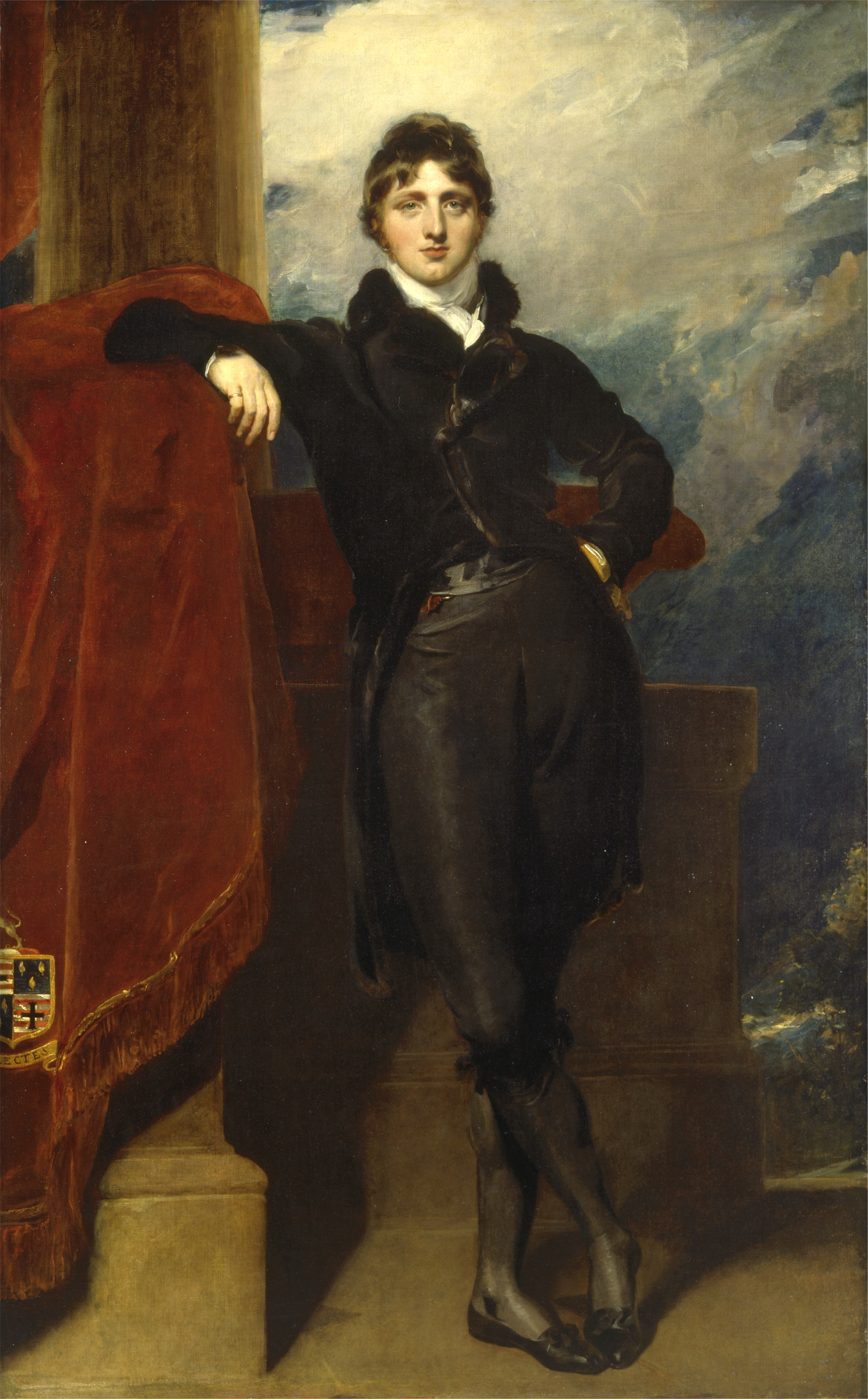
Portrét Granvilla Levesona-Gowera krátce před svatbou, autor Thomas Lawrence

Vévodkynina sestra Henrietta, hraběnka z Bessborough, cítila povinnost pomoci své neteři uniknout z tíživé domácí situace. Harriet se dříve k tetě stavěla kriticky, ale po smrti matky se k ní nyní obracela s prosbou o náklonnost a podporu. Když vévoda oznámil, že se chce oženit se svou milenkou, začala Henrietta pro svou neteř hledat vhodnou partii na vdávání. Vybraným kandidátem byl lord Granville Leveson-Gower, politik a diplomat, který byl sedmnáct let jejím milencem a otcem jejích dvou nemanželských dětí. Ačkoli do něj byla stále zamilovaná, věděla, že Granville se bude muset nakonec oženit a zplodit legitimní potomky, a až se tak stane, pravděpodobně ho ztratí. Přesvědčit svou neteř, aby si ho vzala, byl jeden ze způsobů, jak ho udržet ve svém společenském kruhu.
Ačkoli Granville zastupoval několik volebních obvodů v Dolní sněmovně a krátce působil v kabinetu druhé Portlandovy vlády, jeho kariéra se týkala především diplomacie. Od roku 1796 působil na různých evropských dvorech a v roce 1809 se stal diplomatem s praxí. Harriet ho znala od dětství, byl o dvanáct let starší než ona. Nikdy o něj nijak zvlášť nestála, neschvalovala jeho povýšenost a nedovolený poměr s její tetou. Nyní se však Harrietino mínění o něm zlepšilo. Ačkoli sám neměl příliš velké bohatství, patřil k předním členům společnosti jako člen prominentní rodiny Leveson-Gowerů; jeho nevlastním bratrem byl velmi bohatý markýz ze Staffordu (později vévoda ze Sutherlandu) Historik K. D. Reynolds navíc píše, že Granville byl „považován za jednoho z nejkrásnějších mužů své doby; jeho kudrnaté hnědé vlasy, modré oči a smyslné rysy mu přinášely zástupy obdivovatelek."
Harriet sice toužila opustit Devonshire House, ale trvala na tom, aby Granvillův poměr s její tetou skutečně skončil. Budoucí ženich si však nebyl jistý, zda chce neokázalou Harriet za manželku, a nějakou dobu se snažil najít jiné kandidátky; jejich odmítnutí, často kvůli jeho pověsti sukničkáře, vedlo Granvilla k tomu, že si nakonec vybral Harriet. Zasnoubili se 13. listopadu 1809. Vévoda poskytl své mladší dceři věno ve výši 10 000 liber, což byla relativně nízká částka ve srovnání s téměř 30 000 liber, které téhož roku věnoval své nemanželské dceři Caroline St. Jules. 24. prosince 1809 se Harriet provdala za Granvilla v salonu Chiswick House, elegantní londýnské vily, kterou vlastnil její otec.
Navzdory neobvyklým okolnostem, které manželství provázely, jsou z dopisů Harriet a Granvilla patrné, že oba byli velmi šťastní. Po dlouhém a náročném porodu se jejich nejstarší dítě Susan narodilo zdravé. Měli celkem pět dětí:
- Lady Susan Georgiana Leveson-Gowerová (25. října 1810 – 30. dubna 1866); v roce 1833 se provdala za George Pitta-Riverse, 4. barona Riverse.
- Lady Georgiana Charlotte Leveson-Gowerová (23. září 1812 – 19. ledna 1885); v roce 1833 se provdala za Alexandra Fullertona.
- Granville Leveson-Gower, 2. hrabě Granville (11. května 1815 – 31. března 1891); v roce 1840 se oženil s Marií Louisou de Dalberg, dcerou a dědičkou Emmericha Josepha de Dalberg; po její smrti v roce 1860 se v roce 1865 znovu oženil s Kastilou Campbellovou.
- Granville William Leveson-Gower (28. září 1816 – 26. května 1833); zemřel svobodný.
- Frederick Leveson-Gower (3. května 1819 – 30. května 1907); v roce 1851 se oženil s lady Margaret Comptonovou, dcerou Spencera Comptona, 2. markýze z Northamptonu.

Adoptovali také Harriet a George Stewartovy, Granvillovy dvě nemanželské děti s Henriettou; dvojice ve šťastné domácnosti vzkvétala. Starší Harriet považovala svou dvanáctiletou nevlastní dceru a sestřenici za „velmi milé malé stvoření“ a v následujících letech se obě obzvlášť sblížily.

## Společenská hostitelka

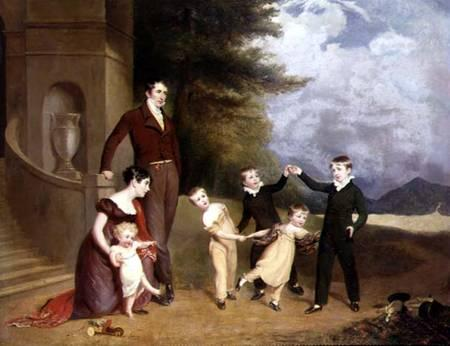
Granville Leveson-Gower, 1. hrabě Granville a jeho manželka, lady Harriet Cavendishová, a jejich děti; a možná také jeho dvě nemanželské děti.

Během prvních let společného života se manželé Leveson-Gowerovi pohybovali v Londýně a na různých venkovských sídlech svých přátel a rodiny. Vzhledem k tomu, že ani jeden z nich nepřinesl do manželství významné bohatství nebo majetek, byla Harriet z menšího věna poněkud zklamaná; po smrti jejího otce v roce 1811 její bratr - nyní 6. vévoda z Devonshiru - rychle navýšil její majetek na 30 000 liber. Díky tomuto novému příjmu si mohli pronajmout Tixall Hall ve Staffordshiru, kde osm let bydleli, aby mohli vychovávat svou rozrůstající se rodinu a hostit návštěvy. V roce 1819 si ve snaze být blíže vládě v Londýně pronajali Wherstead Park v Suffolku, kde žili až do roku 1824.
Leveson-Gowerovi se pravidelně účastnili velkých setkání a večírků na venkovských sídlech. Jelikož byl Granville společenský a družný, Harriet se vypracovala na skvělou hostitelku; byla vítaným hostem i na návštěvách u ostatních. Její dopisy prozrazují, že se bavila lidmi kolem sebe, zejména při návštěvách nesourodých hostů ve Whersteadu, kde často hostovali. Po jedné návštěvě v Tixall Hall napsal Charles Greville - její obvykle nadkritický bratranec - že si „nepamatuje tak příjemný večírek," a popsal Harriet jako osobu, která má „spoustu geniality, humoru, silných citů, nadšení, jemnosti, vytříbenosti, dobrého vkusu, naivity, která jen o vlásek uniká afektovanosti, a dobrosrdečnosti, která se vztahuje na všechny kolem ní."
Za své služby ve vládě byl Granville v roce 1815 povýšen do šlechtického stavu a získal vikomtství. V roce 1833 získal hraběcí titul, načež se spolu se svou ženou stal známým jako hrabě a hraběnka Granvillovi.

## Manželka britského velvyslance
V únoru 1824 se Granville přestěhoval do Haagu, kde začal působit jako britský velvyslanec v Nizozemsku. Harriet, v té době již devětatřicetiletá matka pěti dětí, ho doprovázela spolu s jejich dvěma dcerami (dva nejmladší synové je následovali v dubnu). Ačkoli si nepřála opustit svůj pohodlný život v Anglii, kde byla obklopena přáteli a rodinou, učinila tak, aby podpořila svého manžela. Po absolvování prvních několika dnů oficiálních povinností věnovala Harriet většinu času domácí rutině a pobytu s dětmi. Na zabydlení měli jen krátkou dobu. V listopadu se museli Leveson-Gowerovi po Granvillově jmenování velvyslancem ve Francii opět stěhovat. Zatímco Harriet se začala dobře aklimatizovat na život v Nizozemsku, kde byly její společenské povinnosti volnější, ze stěhování do Paříže už tak nadšená nebyla. Bála se dlouhé pracovní doby a povrchnosti společenského života ve Francii.
Leveson-Gowerovi se přestěhovali do Hôtel de Charost, honosného pařížského měšťanského domu, který britská vláda zakoupila o deset let dříve jako své velvyslanectví. Během prvního roku byla jejich možnost zábavy omezena kvůli havarijnímu stavu rezidence. Poté, co manželé dohlédli na restaurátorské práce, však pravidelně pořádali velké večeře, plesy a recepce. Jako manželka britského velvyslance byla Harriet v Paříži významnou osobností a její setkání se stala oblíbenými akcemi. Její povinnosti vyžadovaly, aby navštěvovala královský dvůr, účastnila se večírků a pořádala je, přijímala návštěvy a opětovala jejich návštěvy a zaštiťovala místní organizace. Harriet neměla ráda neúnavnost svých přísně regulovaných společenských povinností, považovala je za vyčerpávající a často za lehkovážné. Uvědomovala si však, že efektivita velvyslanectví často závisí na sociálním kapitálu.
Zpočátku se Harriet na mnohé příslušníky francouzské elity dívala s nelibostí, protože je považovala za povrchní a prázdné. Byla však odhodlána získat si jejich uznání, zejména proto, že zahraniční politika britské vlády vyvolávala u Francouzů jistou nelibost. Během návštěvy v březnu 1825 poskytl vévoda z Devonshiru své sestře rady týkající se francouzské kultury i jejího vystupování a vzhledu. Investovala do nejnovějších módních trendů a začala efektivně řídit francouzskou smetánku, když dospěla k závěru, že jsou jako „děti, jejichž cílem je, aby byly baveny a přijímány." Po šesti měsících pobytu v Paříži dosáhla nová manželka velvyslance bodu pobaveného přijetí svým společenským okolím. Ve svém úsilí byla úspěšná a brzy se stala velmi populární.
Přestože byla Harriet od mládí zaplavována politikou, protože její matka byla významnou stoupenkyní Whigů, až do pozdějšího věku se o ni příliš nezajímala. Granvillova rodina byla přesvědčenými Toryi, ačkoli on byl ve svých postojích pružnější. Jako žena velvyslance vnímala Harriet svou roli spíše jako zprostředkovatelku politických aktivit než jako jejich aktivní účastnici. Když Leveson-Gowerovi pořádali večírky, věnovala pečlivou pozornost potřebám účastníků; luxusní pohodlí bylo klíčové, stejně jako prostor pro soukromou konverzaci, kde se mohly probírat důležité diplomatické a politické záležitosti. V pozdějších letech její nadšení pro politiku rostlo a stala se horlivou stoupenkyní lorda Palmerstona, ministra zahraničí.
Leveson-Gowerovi strávili v Paříži přibližně sedmnáct let, v letech 1824-1828, 1830-1834 a 1835-1841. Každá přestávka byla způsobena změnou vládního vedení, kdy změna politické strany přiměla Granvilla rezignovat na svůj post v roce 1828 a poté v roce 1834. Během každé přestávky se obvykle vraceli do Anglie. V roce 1833 zemřel v sedmnácti letech jejich druhý syn William, který možná trpěl chronickým onemocněním; v matčiných dopisech je zmiňován jen zřídka. V roce 1841 Granville prodělal těžkou mrtvici, která mu způsobila částečné ochrnutí, a o několik měsíců později rezignoval na svůj velvyslanecký post. Následující dva roky rodina cestovala po Evropě, než se v listopadu 1843 vrátila do Anglie. Bydleli v domech v Brightonu a Londýně a část času trávili na návštěvách u přátel a rodiny na svých různých venkovských sídlech. V říjnu 1845 dostal Granville další mrtvici a v lednu následujícího roku zemřel.

## Smrt

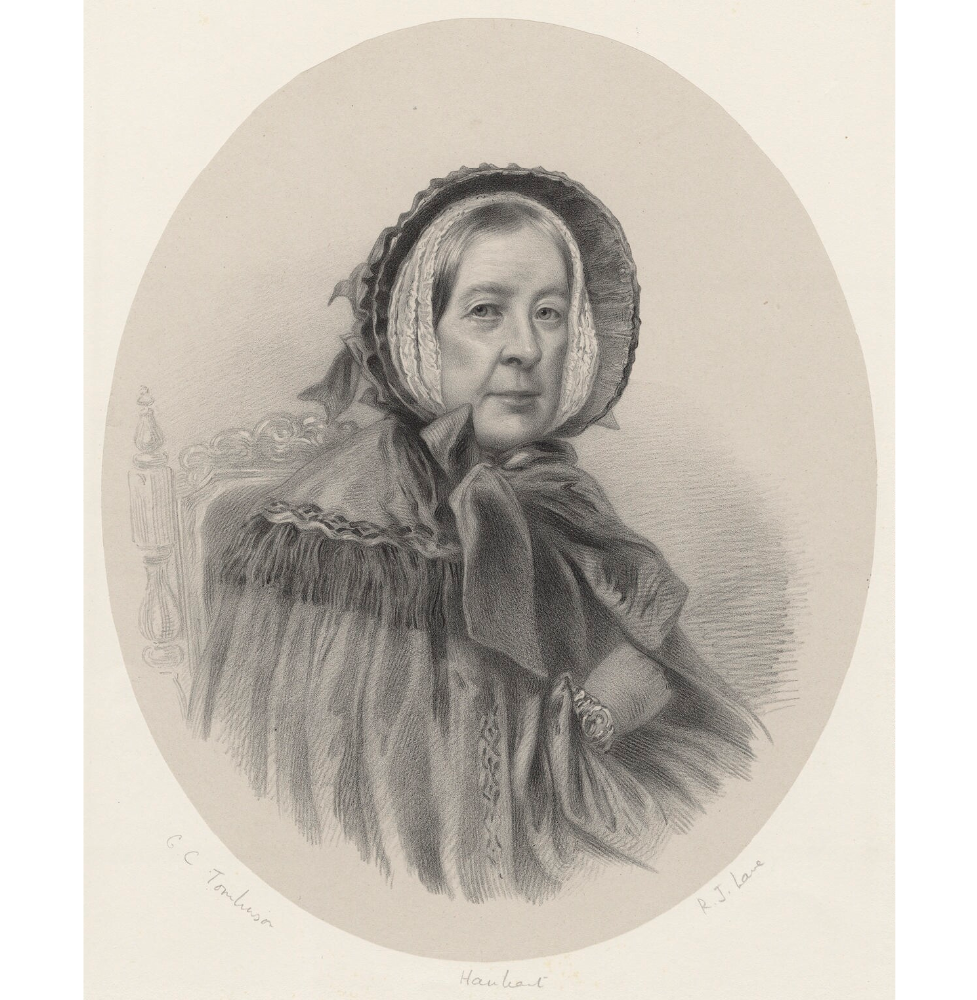
Litografie lady Granvilleové v pozdějším věku, autor Richard James Lane

Granvillova smrt měla na poslední roky života jeho ženy zdrcující vliv; pozdější historici popsali její chování jako typickou vdovu viktoriánské éry, neboť Harriet propadla akutnímu zármutku. V ostrém kontrastu s jejími předchozími společenskými aktivitami žila v naprostém ústraní. Útěchu nacházela ve vroucí zbožnosti a filantropických aktivitách, kdy věnovala co nejvíce prostředků na soukromou charitu. Po bratrově smrti v roce 1858 zdědila dům v Chiswicku a usadila se v něm. Její společenský okruh se omezil na nejbližší členy rodiny a do její domácnosti přišli i čerstvě ovdovělý syn Frederick a jeho syn George. Svého manžela přežila o patnáct let, zemřela 25. listopadu 1862 na mrtvici ve svém londýnském domě na Hereford Street 13.
Život lady Granvillové byl historiky z velké části přehlížen a ti se raději zaměřili na její výjimečnou matku a sestru Georgianu. Celoživotní korespondence se ukázala být cenným zdrojem informací o Harriet i o době, v níž žila. Podle spisovatelky Charlotte Furnessové nám četné Harrietiny dopisy „poskytují pozoruhodný vhled do života aristokracie devatenáctého století a do života manželky cestujícího diplomata." Historička Virginia Surteesová dodává, že Harrietiny dopisy „poskytují zábavný pohled na mravy, zvyky a morálku té části aristokratické společnosti devatenáctého století, která zahrnovala také dandy, chytráky a krasavce."